# Kenta Inoue
Kenta Inoue (jap. 井上 健太, Inoue Kenta; * 23. Juli 1998 in der Präfektur Kanagawa) ist ein japanischer Fußballspieler.

## Karriere
Kenta Inoue erlernte das Fußballspielen in der Jugendmannschaft vom Yokohama Junior SC, der Schulmannschaft der Rissho University Shonan High School sowie in der Universitätsmannschaft der Universität Fukuoka. Die Saison 2020 wurde er von der Universität an Ōita Trinita ausgeliehen. Der Verein aus Ōita, einer Hafenstadt in der Präfektur Ōita auf der japanischen Insel Kyūshū, spielte in der ersten Liga des Landes, der J1 League. 2020 absolvierte er sechs Erstligaspiele. Sein Erstligadebüt gab er am 4. Juli 2020 im Heimspiel gegen Sagan Tosu. Hier stand er in der Startelf und wurde in der 56. Minute gegen Tatsuya Tanaka ausgewechselt. Nach der Ausleihe wurde er von Trinita fest verpflichtet. Am Saisonende 2021 belegte er mit Ōita den achtzehnten Tabellenplatz und musste in zweite Liga absteigen. Nach zwei Spielzeiten verließ er den Verein und schloss sich im Januar 2023 dem Erstligisten Yokohama F. Marinos an. Am Ende der Saison 2023 feierte er mit den Marinos die Vizemeisterschaft.

## Erfolge
Yokohama F. Marinos
- Japanischer Vizemeister: 2023